# Luise (Schiff, 1910)
Die Luise ist ein ehemaliger Dampfschlepper. Das Schiff ist in Brandenburg an der Havel beheimatet. Der ehemalige Dampfer gehört zur Flotte des Historischer Hafen Brandenburg a. d. Havel e. V. und ist ein Museumsschiff.

## Geschichte
Die Luise wurde 1910 in der Werft Gebr. Wiemann in Brandenburg an der Havel für August Schultze aus Woltersdorf und Wilhelm Koch aus Mützel gebaut. Der Dampfer hatte eine stehende Zweifachexpansionsdampfmaschine mit einer Leistung von 75 PS (etwa 55 kW). Für Schultze & Koch war der Schleppdampfer 17 Jahre im Einsatz. 1927 erwarb Wilhelm Jeserich das Schiff. Heimathafen war Brandenburg. 1941 wurde die Dampfmaschine der Luise umgebaut und ihre Leistung auf 90 PS erhöht. Bis 1959 blieb Wilhelm Jeserich Eigner des Schiffes, ehe es Erich Jeserich übernahm. Dieser ließ den Dampfschlepper mit der Kennung D 1-535 1964 aus dem aktiven Schiffsregister löschen.
1968 kaufte Lothar Geisendorf die Luise für die Summe von 80 Mark. Für 100 Mark wurde der Dampfer nach Potsdam überführt. Es war geplant, den Dampfschlepper zu einem Freizeitschiff umzubauen. Dieses Vorhaben scheiterte, als sich Interessenten zurückzogen. Darauf übernahm Reinhard Schallock das Schiff. Heimathafen wurde Geltow. Schallock ließ die Dampfmaschine ausbauen und gegen einen Dieselmotor auswechseln. Eingebaut wurde ein Austauschmotor EM 4-22 aus dem VEB Sachsenring Automobilwerke Zwickau, ein wassergekühlter Viertaktdiesel mit 4 Zylindern. Baujahr des Motors war 1958. Er hat eine Leistung von 90 PS (66 kW) bei einer Drehzahl von 2200 min−1. Dieser Motor wurde auch im Lkw S4000-1 eingebaut. Die Masse der Luise verringerte sich durch diesen Umbau von 65 auf etwa 45 Tonnen.
2012 erwarb Conrad Helmcke aus Saaringen das Schiff, welches die Sportbootzulassung BRB-HH 10 erhielt. Am 25. September 2012 wurde die Luise über die Havel von ihrem Liegeort Geltow an ihren vormaligen und nun neuerlichen Heimathafen Brandenburg an der Havel überführt. Das Schiff legte die Strecke aus eigener Kraft zurück. Es erfolgte eine erste Überholung und Reparatur des ehemaligen Dampfers. Am 22. April 2013 wechselte er in das Eigentum des Historischen Hafens Brandenburg a. d. Havel e. V. Vom 31. März 2014 bis zum 24. Oktober 2014 wurde die Luise in der Genthiner Werft der SET Schiffbau- und Entwicklungsgesellschaft Tangermünde umfassend repariert. Es erfolgte eine teilweise Erneuerung des Decks, die Ruderanlage wurde überholt, schadhafte Stellen am Rumpf wurden geschweißt und der Schiffsrumpf wurde mit einem neuen Farbanstrich versehen.
Seit der Sanierung ist die Luise fahrbereit und -tüchtig als Museumsschiff im historischen Hafen an der Havel an der ehemaligen Werft Gebr. Wiemann nahe der Jahrtausendbrücke in Brandenburgs Innenstadt ausgestellt. Zur Bundesgartenschau 2015 war die Luise neben dem Dampfschlepper Nordstern am Bugapark Packhof festgemacht und Ausstellungsobjekt. Eines der stilisierten Blumenschiffchen auf dem Gartenschaugelände wurde nach dem ehemaligen Dampfschlepper benannt.